# 양영동
양영동(梁榮洞 또는 梁營洞, 1983년 7월 16일 ~ )은 전 KBO 리그 LG 트윈스의 외야수이자, 현 KBO 리그 LG 트윈스의 잔류군 3루/외야수비코치이다.

## 선수 시절

### 삼성 라이온즈시절
2006년 홍익대학교를 졸업하고 신고선수로 입단했으나 2006년에 단 2경기만 출전하고 이듬해에 방출됐다.

### 경찰 야구단시절
방출 후 2008년에 입단하였다.

### LG 트윈스시절
2010년에 입단하였다. 2011년 시범 경기 때 당시 감독이었던 박종훈의 주목을 받아 두각을 드러냈다. 2014년 시즌 후 보류 선수 명단에서 제외된 후 은퇴를 선언했다.

## 야구선수 은퇴 후
2015년부터 LG 트윈스의 2군 작전/3루코치로 활동했다.

## 출신 학교
- 서울수유초등학교
- 청원중학교
- 서울 청원고등학교
- 홍익대학교

## 응원가
- 이름 때문에 등장곡은 샤이니의 'Ring Ding Dong'이다.
- 원곡은 Bill Haley 'Rock Around the Clock'이고 가사는 "LG의~ 양영동~ 무적 LG 양영동~ 안타 안타 날려라~ 무적 LG 양영동~ 랄라라라랄라 랄라라라라"이다. 이 응원가를 사용하기 전에 SK 와이번스로 트레이드된 권용관의 응원가를 사용했으나 권용관이 다시 LG 트윈스로 돌아오며 2013년부터 이 응원가를 썼다. 기존 응원가를 쓸 때 팬들은 '양념통'이라고 바꿔서 부렀다.